# Kürti (Fluss)
Der Kürti (kasachisch Күрті; russisch Курты Kurty) ist ein linker Nebenfluss des Ili im Gebiet Almaty in Kasachstan.
Der Kürti entsteht nördlich von Usynaghasch am Zusammenfluss von Aqsenggir und Schirenaighyr. Der Fluss fließt anfangs in überwiegend nördlicher Richtung durch die Kasachische Steppe. Am Flusslauf liegt der Kürti-Stausee. Bei Aqschi wird ein Teil des Flusswassers über Kanäle zur Bewässerung und zur lokalen Wasserversorgung abgezweigt. Das restliche Wasser fließt im ursprünglichen Flusslauf weiter nach Nordosten und erreicht schließlich den unteren Ili. Der Kürti hat eine Länge von 123 km. Sein Einzugsgebiet umfasst 12.500 km². Es reicht vom Transili-Alatau im Süden und dem Schetischol im Südwesten bis zum Schu-Ili-Gebirge im Nordwesten.